# Ajo Motorsport
Ajo Motorsport — спортивна мотогоночна команда. Заснована у 1997 році колишнім мотогонщиком Акі Айо, з 2001 бере участь у чемпіонаті світу з шосейно-кільцевих мотоперегонів MotoGP. Гонщики команди чотири рази ставали чемпіонами світу: тричі у найменшому класі чемпіонату (Майк Ді Меліо (2008) та Марк Маркес (2010) у класі 125cc та Сандро Кортезі (2012) у Moto3) та одного разу у середньому (Йоан Зарко в 2015-у).

## Історія

### 1997-2007: становлення команди
Після завершення своєї професійної кар'єри у 1996 році, фінський мотогонщик Акі Айо, в активі якого є участь в одній гонці чемпіонату світу з шосейно-кільцевих мотоперегонів MotoGP (Гран-Прі Австралії-1993), вирішив заснувати власну команду з метою підтримки молодих гонщиків. В наступному році була заснована «Ajo Motorsport», яка на початку свого існування брала участь у різних змаганнях європейського рівня.
У чемпіонаті світу з MotoGP команда дебютувала у сезоні 2001, взявши участь у гонці класу 125cc на Гран-Прі Німеччини по вайлд-кард. Єдиним її гонщиком був Міка Калліо, син одного з друзів Акі, для якого це також була дебютна гонка. Дебют виявився невдалим — гонщик навіть не проїхав першого кола. В сезоні «Ajo Motorsport» взяла участь у ще одній гонці, у Валенсії, де Калліо знову не фінішував.
В наступному сезоні Айо вирішив ризикнути та заявити команду для участі у чемпіонаті на повноцінній основі під назвою «Red Devil Honda». Найкращим результатом Калліо стає 5-е місце у Хересі, а загалом в сезоні він фінішує на 11 місці, отримавши перемогу в заліку „Новачок року“, випередивши таких гонщиків як Андреа Довіціозо та Хорхе Лоренсо.
У сезоні 2003 команда збільшила своє представництво у чемпіонаті до двох гонщиків: до Міки Калліо приєднався японець Масао Азума. В розпал сезону Калліо покинув команду, відгукнувшись на пропозицію команди KTM, а на його місце був прийнятий італієць Андреа Баллеріні. На Гран-Прі Австралії сталася історична подія для команди: Баллеріні здобув першу перемогу, а Азума фінішував другим.
Наступний сезон склався для команди важче: гонщики Лукаш Пешек та Робін Хармс часто падали, а найкращим результатом стало 8-е місце Пешека на Гран-Прі Португалії.
У сезоні 2005 команду в чемпіонаті представляли Томойоші Кояма та Алексіс Масбу. Перший виграв титул „Новачок року“, вдруге за останні чотири роки для команди. Його найкращими результатами стали друге місце в Австралії та третє у Туреччині; в загальному заліку він зайняв восьме місце.
Команда зберегли тих же гонщиків на наступний рік, але змінили постачальника мотоциклів на Malaguti. Це негативно вплинуло на їхні результати — найкращим результатом у гонках стало 6-е місце Коями в Португалії, а Масбу ж не набрав жодного очка.
Це спонукало команду в сезоні 2007 до чергової зміни мотоциклів, цього разу на Derbi. Гонщики також не залишились у команді, їхнє місце зайняли австрієць Міхаель Ранседер та румун Роберт Муречан. Перший фінішував в очковій зоні 13 разів, ставши 12-им у загальному заліку, тоді як другий не набрав за сезон жодного очка.

### 2008-2011: золота ера

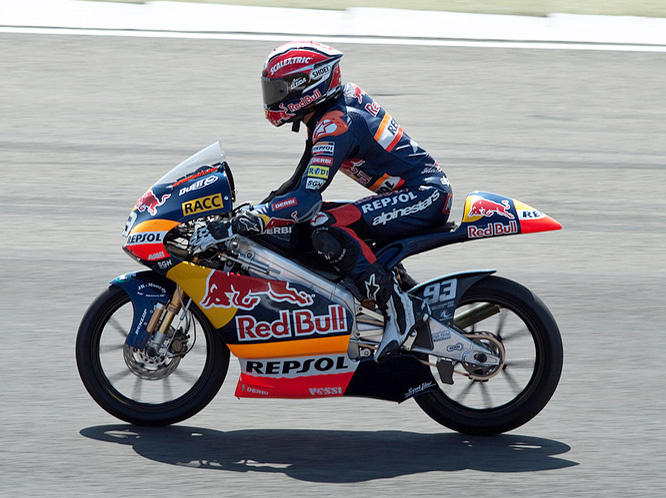
Марк Маркес — чемпіон світу в класі 125cc сезону 2010

Ахо Motorsport продовжила співпрацю з Derbi для сезону 2008, натомість склад гонщиків змінився. До команди приєднались француз Майк ді Меліо та швейцарець Домінік Аегертер. Ді Меліо виграв чотири гонки (у Франції, Каталонії, Німеччині та Австралії) та достроково, за дві гонки до завершення сезону, став чемпіоном світу. Аегертер фінішував у загальному заліку 16-им.
На наступний сезон ді Меліо перейшов у клас 250cc, приєднавшись до команди «Mapfre Aspar team», а його місце зайняв німець Сандро Кортезі. Він тричі протягом сезону фінішував на подіумі, проте виграти гонку йому так і не вдалось.
В сезоні 2010 Ajo Motorsport була представлена у чемпіонаті трьома гонщиками: до Кортезі приєднались іспанці Адріан Мартін та Марк Маркес. Останній виграв 10 гонок з 17 та став чемпіоном світу, другим в історії команди. Кортезі здобув 2 подіуми та фінішував 7-им у загальному заліку.
На наступний сезон Маркес, як і більшість чемпіонів класу 125cc, перейшов до середнього класу, Moto2, а Кортезі перейшов у німецьку «Intact-Racing Team Germany». Саму ж «Ajo Motorsport» чекали структурні зміни. Команда підписала спонсорську угоду з групою компаній «AirAsia» бізнесмена Тоні Фернандеса (який відомий також підтримкою футбольної команди «Квінз Парк Рейнджерс» та команди Формули-1 «Caterham F1»), внаслідок якої була розділена на три: «Avant-AirAsia-Ajo» та «Airasia-Sic-Ajo» (фінансувались за рахунок «AirAsia») та «Red Bull Ajo Motorsport». В складі першої виступало 2 гонщика, Йоан Зарко та Ефрен Васкес, за другу виступав Зульфамі Хайруддін (всі на мотоциклах Derbi), честь третьої ж захищали Данні Кент та Йонас Фольгер, які виступали на мотоциклах Aprilia. Зарко у 17 гонках 11 разів фінішував на подіумі, здобувши в тому числі 1 перемогу, що зробило його віце-чемпіоном світу; ще одну перемогу здобув Фольгер.

### 2012-2014: заводська команда KTM
На сезон 2012 відбулись деякі зміни у правилах чемпіонату: клас 125cc був замінений на Moto3, до участі у змаганнях якого допускались мотоцикли з 4-тактним двигуном максимальним робочим об'ємом 250 см³ замість 2-тактних з об'ємом до 125 см³. Це відкрило двері для нових команд та виробників мотоциклів, зокрема австрійського виробника KTM, який вирішив повернутись у серію після свого відходу у 2009 році. Щоб не створювати нову команду, австрійці вирішили об'єднати свої зусилля з досвідченою командою, такою як «Ajo Motorsport». Результатом їхньої співпраці стало утворення команди «Red Bull KTM Ajo», в якій об'єднались гроші Red Bull, технології «KTM» та досвід «Ajo Motorsport». В команду повернувся Сандро Кортезі, компанію якому склали Данні Кент та Артур Сіссіс. Окрім цього, продовжував також існувати проєкт «AirAsia-SIC-Ajo», який був представлений Зульфамі Хайруддіном. Цей сезон став найкращим для команди в її історії: Кортезі у 15 гонках з 17 фінішував на подіумі (вигравши 5 із них) та став чемпіоном світу. Ще дві перемоги здобув Кент, який у загальному заліку фінішував на четвертому місці. Сіссіс та Хайруддін також протягом сезону підіймались на подіум.
На сезон сезон 2013 співпраця команди з KTM продовжилась. На місце Кортезі та Кента (які перейшли до класу Moto2) був прийнятий Луї Салом, Зульфамі Хайруддін в зв'язку із закінченням співпраці Ajo Motorsport з «AirAsia» перейшов до складу основної команди. Протягом сезону Салом вів запеклу боротьбу за чемпіонство з Маверіком Віньялесом та Алексом Рінсом, але через падіння в останній гонці сезону, завершив чемпіонат лише третім у загальному заліку.
Для сезону 2014 спільний проєкт «Ajo Motorsport» та «KTM Motorsports» був розширений: материнська компанія KTM вирішила зайнятись просуванням бренду Husqvarna (який є власністю австрійської компанії). Для цього із «Ajo Motorsport» була виділена частина команди, яка отримала назву «Husqvarna Ajo». Протягом першого сезону виступів команди у чемпіонаті вона використовувала мотоцикли KTM RC250GP, в наступних же сезонах планувалась розробка абсолютно нови мотоциклів під брендом «Husqvarna». Окремо Акі Айо запустив проєкт «SIC–AJO» для підтримки молодих гонщиків з Азії. Таким чином «Ajo Motorsport» в сезоні 2014 була представлена трьома частинами: «Red Bull KTM Ajo» (як заводська команда KTM) з гонщиками Джеком Міллером та Карелом Ханікою, «Husqvarna Ajo» (заводська команда Husqvarna) з Данні Кентом та Нікласом Айо (сином Акі) та «SIC–AJO» з Хафіком Азмі. Протягом сезону Міллер також боровся за перемогу у чемпіонаті з Алексом Маркесом, проте поступився та зайняв друге місце. Непогані результати продемонстрував Данні Кент, який двічі фінішував на подіумі.

### 2015: дебют у Moto2
З сезону 2015 команда вперше взяла участь у змаганнях класу Moto2, де її представляв вже знайомий Йоан Зарко на мотоциклі Kalex Moto2. В класі Moto3 керівництво «KTM» вирішило доручити розвиток «Husqvarna» іншій команді, «Laglisse Team», а «Ajo Motorsport» повністю зосередити на розвитку «KTM». Спільну команду «Red Bull KTM Ajo» представляли досвідчені гонщики Бред Біндер та Мігел Олівейра, а також молодий Карел Ханіка. Зарко, вигравши 8 з 18 гонок сезону, став чемпіоном світу, а Олівейра з 6 перемогами — віце-чемпіоном.

## Статистика виступів
| Сезон | Клас  | Назва команди                | Мотоцикл          | №  | Гонщик             | Гонки | Пер | Под | ПП | НК | Очки   | Місце |
| ----- | ----- | ---------------------------- | ----------------- | -- | ------------------ | ----- | --- | --- | -- | -- | ------ | ----- |
| 2001  | 125cc | Team Red Devil Honda         | Honda RS125R      | 36 | Міка Калліо        | 2     | 0   | 0   | 0  | 0  | 0      | —     |
| 2002  | 125cc | Red Devil Honda              | Honda RS125R      | 36 | Міка Калліо        | 16    | 0   | 0   | 0  | 0  | 78     | 11    |
| 2003  | 125cc | Ajo Motorsports              | Honda RS125R      | 8  | Масао Азума        | 16    | 0   | 1   | 0  | 0  | 64     | 16    |
| 2003  | 125cc | Ajo Motorsports              | Honda RS125R      | 36 | Міка Калліо        | 9(16) | 0   | 1   | 0  | 0  | 46(88) | 11    |
| 2003  | 125cc | Ajo Motorsports              | Honda RS125R      | 39 | Хіроюкі Кікучі     | 1     | 0   | 0   | 0  | 0  | 0      | —     |
| 2003  | 125cc | Ajo Motorsports              | Honda RS125R      | 50 | Андреа Баллеріні   | 7     | 1   | 1   | 0  | 1  | 22     | 25    |
| 2004  | 125cc | Ajo Motorsports              | Honda RS125R      | 31 | Макс Саббатіні     | 4     | 0   | 0   | 0  | 0  | 0      | —     |
| 2004  | 125cc | Ajo Motorsports              | Honda RS125R      | 38 | Мікко Кюйкюнен     | 3     | 0   | 0   | 0  | 0  | 0      | —     |
| 2004  | 125cc | Ajo Motorsports              | Honda RS125R      | 52 | Лукаш Пешек        | 16    | 0   | 0   | 0  | 0  | 20     | 21    |
| 2004  | 125cc | Ajo Motorsports              | Honda RS125R      | 69 | Роббін Хармс       | 8     | 0   | 0   | 0  | 0  | 5      | 30    |
| 2005  | 125cc | Ajo Motorsports              | Honda RS125R      | 7  | Алексіс Масбу      | 16    | 0   | 0   | 0  | 0  | 28     | 18    |
| 2005  | 125cc | Ajo Motorsports              | Honda RS125R      | 71 | Томойоші Кояма     | 16    | 0   | 2   | 0  | 0  | 119    | 8     |
| 2006  | 125cc | Malaguti Ajo Corse           | Malaguti 125      | 7  | Алексіс Масбу      | 8     | 0   | 0   | 0  | 0  | 0      | —     |
| 2006  | 125cc | Malaguti Ajo Corse           | Malaguti 125      | 40 | Ніко Вівареллі     | 1     | 0   | 0   | 0  | 0  | 0      | —     |
| 2006  | 125cc | Malaguti Ajo Corse           | Malaguti 125      | 71 | Томойоші Кояма     | 13    | 0   | 0   | 0  | 0  | 49     | 15    |
| 2006  | 125cc | Malaguti Ajo Corse           | Malaguti 125      | 73 | Казуя Отані        | 2     | 0   | 0   | 0  | 0  | 0      | —     |
| 2006  | 125cc | Malaguti Ajo Corse           | Malaguti 125      | 90 | Хіроакі Кузухара   | 2     | 0   | 0   | 0  | 0  | 0      | —     |
| 2006  | 125cc | Malaguti Ajo Corse           | Malaguti 125      | 95 | Георг Фройліх      | 1     | 0   | 0   | 0  | 0  | 0      | —     |
| 2007  | 125cc | Ajo Motorsport               | Derbi             | 60 | Міхаель Ранседер   | 17    | 0   | 0   | 0  | 0  | 73     | 12    |
| 2007  | 125cc | Ajo Motorsport               | Derbi             | 95 | Роберт Муречан     | 16    | 0   | 0   | 0  | 0  | 0      | —     |
| 2008  | 125cc | Ajo Motorsport               | Derbi RS 125      | 63 | Майк Ді Меліо      | 17    | 4   | 9   | 2  | 4  | 264    | 1     |
| 2008  | 125cc | Ajo Motorsport               | Derbi RS 125      | 77 | Домінік Аегертер   | 17    | 0   | 0   | 0  | 0  | 45     | 16    |
| 2008  | 125cc | Ajo Motorsports Jnr. Project | Derbi RS 125      | 84 | Роберт Гул         | 1     | 0   | 0   | 0  | 0  | 0      | —     |
| 2009  | 125cc | Ajo Interwetten              | Derbi RSA 125     | 11 | Сандро Кортезі     | 16    | 0   | 3   | 1  | 2  | 130    | 6     |
| 2009  | 125cc | Ajo Interwetten              | Derbi RSA 125     | 77 | Домінік Аегертер   | 16    | 0   | 0   | 0  | 0  | 70,5   | 13    |
| 2009  | 125cc | Ajo Motorsport Jr.           | Honda             | 81 | Еекі Купарінен     | 1     | 0   | 0   | 0  | 0  | 0      | —     |
| 2010  | 125cc | Red Bull Ajo Motorsport      | Derbi RS 125 R    | 11 | Сандро Кортезі     | 17    | 0   | 2   | 1  | 2  | 143    | 7     |
| 2010  | 125cc | Red Bull Ajo Motorsport      | Derbi RS 125 R    | 93 | Марк Маркес        | 17    | 10  | 12  | 12 | 8  | 310    | 1     |
| 2010  | 125cc | Aeroport de Castello - Ajo   | Aprilia           | 26 | Адріан Мартін      | 16    | 0   | 0   | 0  | 0  | 35     | 15    |
| 2011  | 125cc | Avant-AirAsia-Ajo            | Derbi RS 125 R    | 5  | Йоан Зарко         | 17    | 1   | 11  | 4  | 4  | 252    | 2     |
| 2011  | 125cc | Avant-AirAsia-Ajo            | Derbi RS 125 R    | 7  | Ефрен Васкес       | 17    | 0   | 2   | 0  | 0  | 160    | 7     |
| 2011  | 125cc | Red Bull Ajo Motorsport      | Aprilia RSA 125   | 52 | Данні Кент         | 17    | 0   | 0   | 0  | 0  | 82     | 11    |
| 2011  | 125cc | Red Bull Ajo Motorsport      | Aprilia RSA 125   | 94 | Йонас Фольгер      | 16    | 1   | 3   | 0  | 0  | 161    | 6     |
| 2011  | 125cc | Airasia-Sic-Ajo              | Derbi RS 125 R    | 63 | Зульфамі Хайруддін | 17    | 0   | 0   | 0  | 0  | 30     | 18    |
| 2012  | Moto3 | Red Bull KTM Ajo             | KTM M32           | 11 | Сандро Кортезі     | 17    | 5   | 15  | 7  | 4  | 325    | 1     |
| 2012  | Moto3 | Red Bull KTM Ajo             | KTM M32           | 52 | Данні Кент         | 17    | 2   | 3   | 1  | 1  | 154    | 4     |
| 2012  | Moto3 | Red Bull KTM Ajo             | KTM M32           | 61 | Артур Сіссіс       | 17    | 0   | 1   | 0  | 0  | 84     | 12    |
| 2012  | Moto3 | Airasia-Sic-Ajo              | KTM M32           | 63 | Зульфамі Хайруддін | 17    | 0   | 2   | 1  | 3  | 128    | 7     |
| 2013  | Moto3 | Red Bull KTM Ajo             | KTM RC250GP       | 39 | Луї Салом          | 17    | 7   | 12  | 4  | 5  | 302    | 3     |
| 2013  | Moto3 | Red Bull KTM Ajo             | KTM RC250GP       | 61 | Артур Сіссіс       | 17    | 0   | 0   | 0  | 0  | 59     | 15    |
| 2013  | Moto3 | Red Bull KTM Ajo             | KTM RC250GP       | 63 | Зульфамі Хайруддін | 16    | 0   | 0   | 0  | 0  | 68     | 12    |
| 2013  | Moto3 | Touchline–SIC–AJO            | KTM RC250GP       | 79 | Айзат Малік        | 1     | 0   | 0   | 0  | 0  | 0      | —     |
| 2013  | Moto3 | Touchline–SIC–AJO            | KTM RC250GP       | 80 | Хафік Азмі         | 1     | 0   | 0   | 0  | 0  | 0      | —     |
| 2014  | Moto3 | Red Bull KTM Ajo             | KTM RC250GP       | 8  | Джек Міллер        | 18    | 6   | 10  | 8  | 1  | 276    | 2     |
| 2014  | Moto3 | Red Bull KTM Ajo             | KTM RC250GP       | 98 | Карел Ханіка       | 18    | 0   | 0   | 0  | 0  | 44     | 18    |
| 2014  | Moto3 | SIC-AJO                      | KTM RC250GP       | 38 | Хафік Азмі         | 18    | 0   | 0   | 0  | 0  | 3      | 28    |
| 2014  | Moto3 | SIC-AJO                      | KTM RC250GP       | 88 | Хафіжа Рофа        | 1     | 0   | 0   | 0  | 0  | 0      | —     |
| 2014  | Moto3 | Red Bull Husqvarna Ajo       | Husqvarna FR250GP | 52 | Данні Кент         | 18    | 0   | 2   | 1  | 0  | 129    | 8     |
| 2014  | Moto3 | Avant Tecno Husqvarna Ajo    | Husqvarna FR250GP | 31 | Ніклас Айо         | 17    | 0   | 0   | 0  | 0  | 52     | 17    |
| 2014  | Moto3 | Avant Tecno Husqvarna Ajo    | Husqvarna FR250GP | 91 | Габріель Родріго   | 1(7)  | 0   | 0   | 0  | 0  | 0      | —     |
| 2015  | Moto2 | Ajo Motorsport               | Kalex Moto2       | 5  | Йоан Зарко         | 18    | 8   | 14  | 7  | 1  | 352    | 1     |
| 2015  | Moto3 | Red Bull KTM Ajo             | KTM RC250GP       | 41 | Бред Біндер        |       |     |     |    |    |        |       |
| 2015  | Moto3 | Red Bull KTM Ajo             | KTM RC250GP       | 44 | Мігель Олівейра    |       |     |     |    |    |        |       |
| 2015  | Moto3 | Red Bull KTM Ajo             | KTM RC250GP       | 98 | Карел Ханіка       |       |     |     |    |    |        |       |